# 대구월촌초등학교
대구월촌초등학교는 대한민국 대구광역시 달서구 상인동에 있는 공립 초등학교이다.

## 연혁
- 1992년 6월 30일 설립인가
- 1993년 9월 1일 대구월촌국민학교 개교(30학급)
- 1996년 3월 1일 대구월촌초등학교로 개칭
- 2011년 8월 6일 예지관 준공
- 2012년 2월 27일 돌봄교실 현대화
- 2013년 2월 10일 Wee클래스 설치
- 2018년 4월 3일 방송실 현대화 사업
- 2018년 4월 13일 학교 농장 조성 사업
- 2018년 9월 14일 옥내 급수대 설치
- 2019년 9월 3일 연계형 돌봄교실 리모델링
- 2019년 12월 11일 운동장 트랙 조성 사업
- 2020년 3월 1일 제12대 조경희 교장 취임
- 2020년 5월 31일 운동장 일자 트랙 조성 사업
- 2020년 10월 15일 학교 문화 예술 공감터 구축
- 2021년 1월 21일 학교 운동장 놀이터 조성 사업
- 2021년 2월 10일 제28회 졸업식(88명, 총 7491명)
- 2021년 3월 1일 23(1) 학급편성
- 2021년 11월 7일 복도 계단 미끄럼방지용 논슬립 설치
- 2026년 3월 대구월곡초등학교 통합 (예정)

## 상징
- 교화 - 배롱나무 : 꽃은 순수하고 정직한 마음을 뜻하며 백일 동안 피어나는 꽃향기는 성실함과 협동심을 상징한다.
- 교목 - 소나무 : 늘 푸르름은 어려움을 이겨내는 굳은 신념과 창의성을 뜻하며 무궁한 발전의 가능성을 상징한다.

## 참고 자료
- 대구월촌초등학교 - 한국교육학술정보원 학교알리미